# Brynjar Aa
Brynjar Aa hay còn gọi là Brynjar Å (sinh ngày 21 tháng 7 năm 1960 tại Trondheim) là một nhà viết kịch người Na Uy. Ông từng là sinh viên trường Đại học Telemark và theo học nhà văn Na Uy Eldrid Lunden. Trước khi hoàn thành tại Bø, Aa đã xuất bản cuốn sách Babyboy.
Brynjar Aa đã xuất bản hơn chục tác phẩm khác nhau, tất cả đều do các nhà xuất bản lâu đời, bao gồm Aschehoug và The Norwegian Broadcasting Corporation. Tác phẩm của ông cũng đã được đánh giá trên Dag og Tid và Dagbladet, và một số trong số chúng đã gây tranh cãi.

## Tác phẩm
- 1981 Tjukken[2]
- 1982 Gords barn
- 1983 Babyboy[3]
- 1986 Clæsh
- 1987 Flipper; Clæsh; Syx
- 1999 Trondheim eller Det evangeliske,eventyrlige og smått dileriske stevet om en reise til NidaRus inkl. Epilog
- 1999 Schlappz